# Meterana exquisita
Meterana exquisita é uma espécie de mariposa da família Noctuidae endêmica da Nova Zelândia. É classificada como em "risco de extinção" pelo Departamento de Conservação.

## Taxonomia
Esta espécie foi descrita e ilustrada pela primeira vez por Alfred Philpott em 1903 e recebeu o nome de Melanchra exquisita. Philpott usou um espécime masculino que ele coletou em West Plains, em Southland, em dezembro. George Hudson discutiu e ilustrou essa espécie em seu livro de 1928, The Butterflies and Moths of New Zealand. Em 1988, John S. Dugdale colocou essa espécie dentro do gênero Meterana. O espécime holótipo está na Coleção de Artrópodes da Nova Zelândia.

## Descrição
As larvas desta espécie são grandes, angulares e de cor verde, com finas linhas vermelhas e brancas e angulares.

## Distribuição
Esta espécie é endêmica da Nova Zelândia. M. exquisita ocorreu em Auckland, Waikato, Taupo, Whanganui, Wairarapa, Nelson, Cantuária do Sul, Mackenzie, Central Otago, Otago e Southland. No entanto, esta espécie agora está extinta localmente em seu tipo de localidade de West Plains e está quase extinta em Auckland.

## Ciclo de vida e comportamento
Esta espécie tem apenas uma geração por ano. As larvas são de cor verde brilhante e, como resultado, são bem camufladas quando se alimentam das espécies hospedeiras. As larvas se alimentam por um mês antes de se reproduzirem. M. exquisita está na ala de agosto a dezembro, mas é mais comum de setembro a outubro. As espécies podem voar por pelo menos oitocentos metros de sua planta hospedeira mais próxima. Esta espécie foi coletada em armadilhas de açúcar.

## Espécie hospedeira e habitat

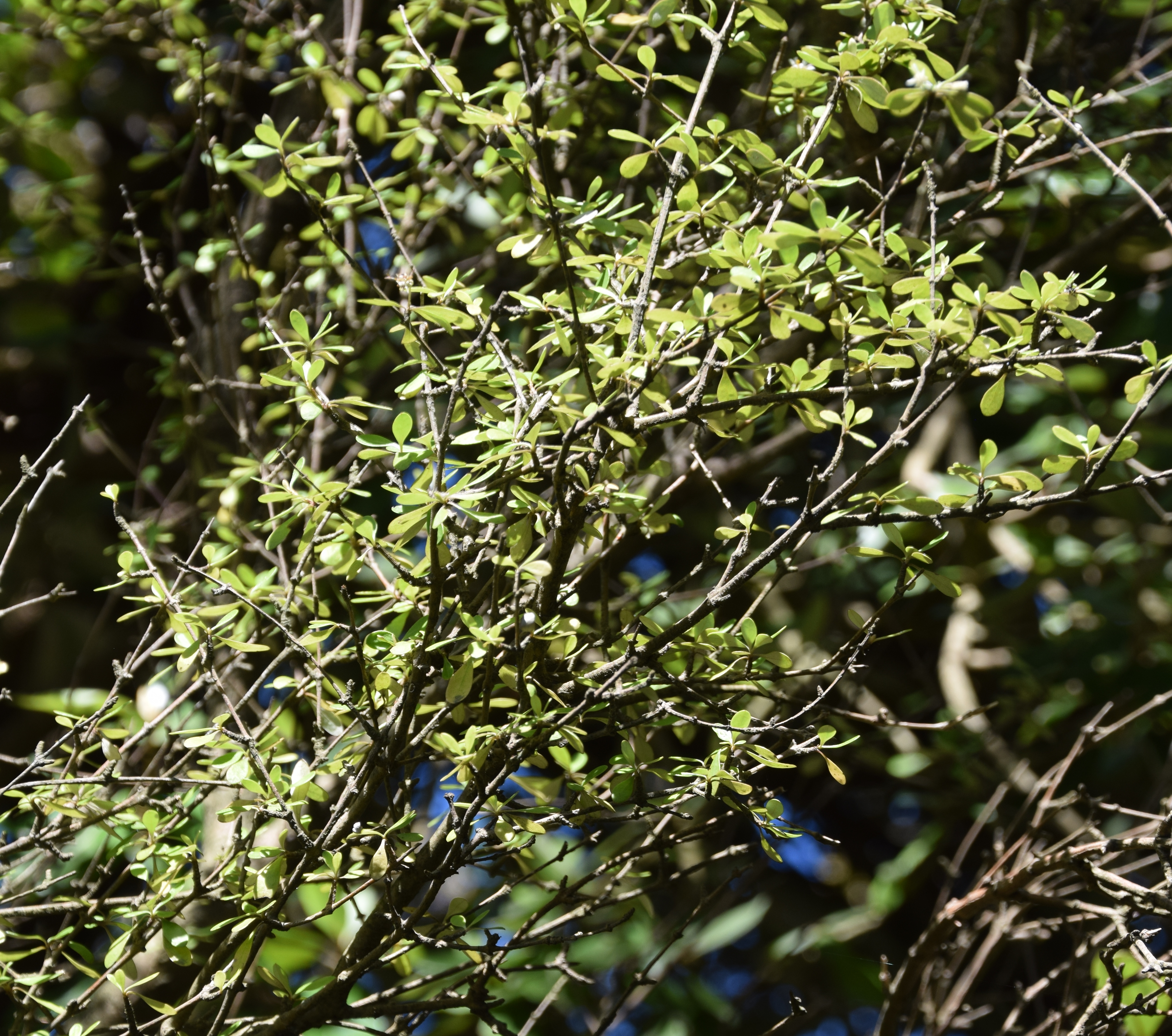
Olearia odorata

As espécies hospedeiras da planta para as larvas de M. exquisita são espécies de Olearia de folhas pequenas. Estes incluem O. hectorii, O. odorata, e O. bullata.

## Estado de conservação
Essa mariposa é classificada no sistema de Classificação de Ameaças da Nova Zelândia como "Em Risco, Relíquia". Uma das razões para essa classificação é que o habitat dessa espécie está ameaçado pelo desenvolvimento da terra. A eliminação das plantas hospedeiras desta espécie resultou na sua extinção de locais na Nova Zelândia.